# Park Narodowy Laguna San Rafael
Park Narodowy Laguna San Rafael (hiszp. Parque nacional Laguna San Rafael) – park narodowy w Chile położony w regionie Aysén, w prowincjach Aysén (gmina Aysén), Capitán Prat (gminy Cochranei Tortel) i General Carrera (gminy Chile Chico i Río Ibáñez). Został utworzony 17 czerwca 1959 roku i zajmuje obszar 17 420 km². Jest jednym z największych parków narodowych w Chile. Od 1979 roku stanowi rezerwat biosfery UNESCO o nazwie „Laguna San Rafael y El Guayaneco”. W 2010 roku został zakwalifikowany przez BirdLife International jako ostoja ptaków IBA.

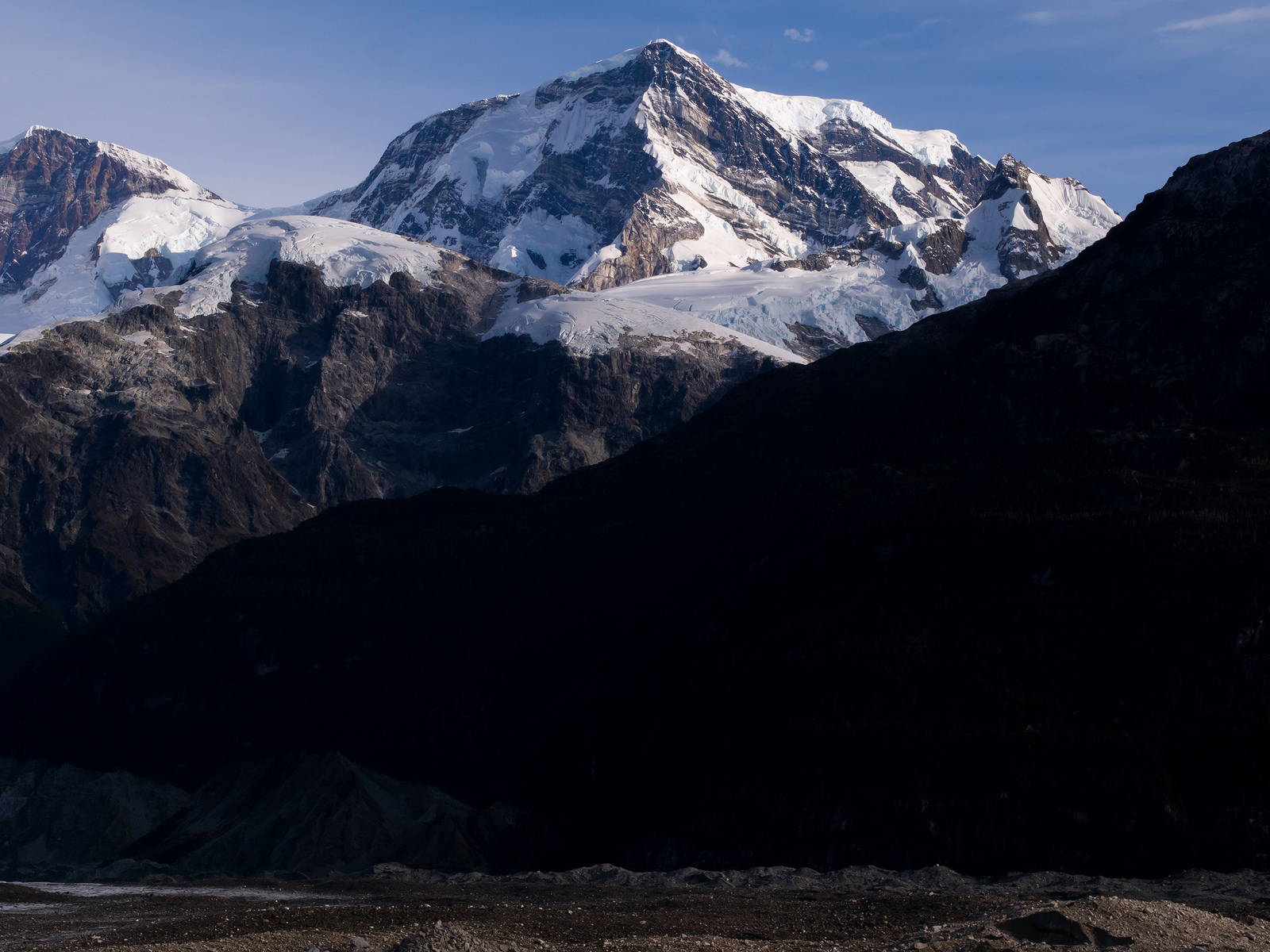
Monte San Valentín

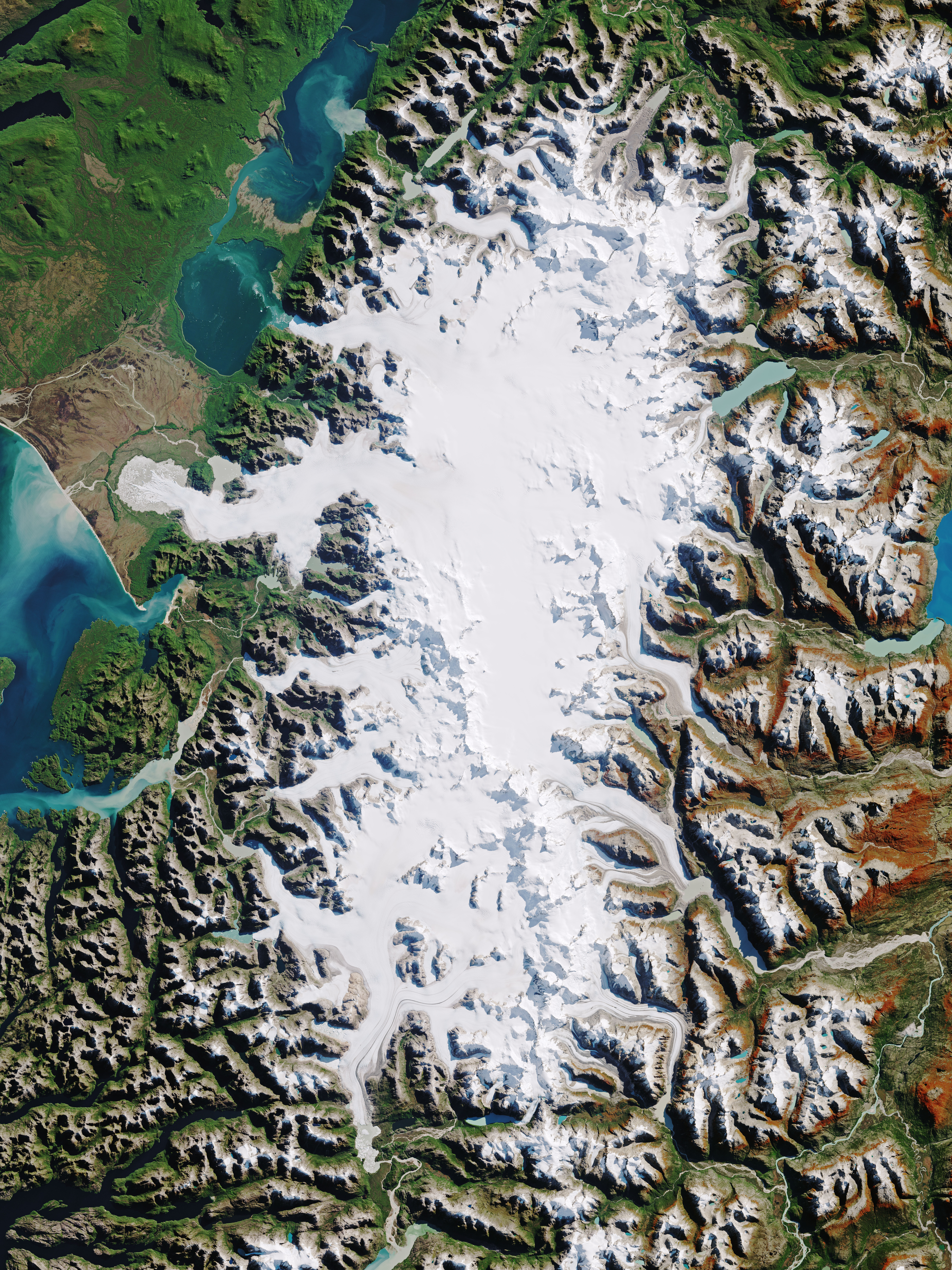
Zdjęcie satelitarne Lądolodu Patagońskiego Północnego

## Opis
Park znajduje się w Andach w miejscu, gdzie zbocza gór dochodzą do wybrzeża Oceanu Spokojnego tworząc liczne fiordy, kanały i wyspy. Obejmuje cały Lądolód Patagoński Północny o powierzchni 4200 km². Tworzy go 19 lodowców takich jak m.in.: Hueles, San Quintín, Steffens i San Rafael (400 km²), który topniejąc utworzył jezioro San Rafael od którego wzięła się nazwa parku. Ma tu początek wiele rzek wypływających z lodowców. Istnieje też dużo jezior i wodospadów. W parku znajduje się najwyższy szczyt Andów Patagońskich – Monte San Valentín (4058 m n.p.m.).
Klimat subarktyczny oceaniczny. Średnia roczna temperatura wynosi +5 °C.

## Flora
Na niżej położonych częściach parku rośnie głównie Nothofagus betuloides, Nothofagus dombeyi, Podocarpus nubigenus, Desfontainia spinosa, Nothofagus nitida, Drimys winteri, Pilgerodendron uviferum, Laurelia sempervirens, a także berberys bukszpanolistny, fuksja magellańska i Pernettya mucronata.
Na torfowiskach, które zajmują dużą część parku, rośnie przeważnie Donatia fascicularis i Oreobolus obtusangulus.

## Fauna
Ptaki żyjące w parku to m.in.: narażony na wyginięcie kondor wielki, łabędź czarnoszyi, krytonos rudogardły, turko czarnogardły, turko kasztanowaty.
Ssaki to m.in.: zagrożony wyginięciem huemal chilijski i wydrak patagoński, narażony na wyginięcie ocelot chilijski, pudu południowy, nibylis andyjski.